# 西域番国志
《西域番国志》是明朝永乐十二年，行在吏部验封司员外郎陈诚、苑马寺清河监副李暹出使西域时笔录所见西域山川风土著成的一部上呈朝廷的报告。全书分18章：哈烈、撒马儿罕、俺都淮、八剌黑、迭里迷、沙鹿海牙、塞兰、达失干、卜花儿、渴石、养夷、别失八里、土尔番、崖儿城、盐泽城、火州、鲁陈城、哈密。纪录范围包括山川风土，居民状况，历史，古迹，物产，气候，物产，宗教，民俗，语言，文字等各方面。永乐帝诏令交付史官。

## 意义
明成祖派遣三宝太监郑和下西洋为人所共知，而明成祖对陆路西域各国的交往，相对地鲜为人知。其实明成祖对西域各国，也同样重视，曾派陈子鲁、李暹等外交官五使西域。
通过马欢《瀛涯胜览》可以了解明朝永乐年间海上西洋各国的状况，及其与明朝的关系；通过陈子鲁的《西域番国志》和《西域行程记》可以了解永乐年间陆路西域各国（包括帖木儿帝国）的状况，及其与明朝的朝贡关系，从而窥知明成祖的外交政策的全貌。
《西域番国志》中不少文字被辑入《明太宗实录》、《大清一统志》、《殊域周咨录》、《咸宾录》等书，可见此书的重要性。

## 翻译本
此书有英译本和俄译本。
- Morris Rossabi, "A Translation of Ch'en Ch'eng's Hsi-Yü Fan-Kuo Chih," Ming Studies, 17 (1983): 49-59.